# Geoff Molson
Geoffrey Eric "Geoff" Molson, född 23 juli 1971 i Montréal i Québec, är en kanadensisk företagsledare som är ägare, VD och president för förvaltningsbolaget Groupe CH, som äger bland annat sportlagen Montreal Canadiens (NHL) och Rocket de Laval (AHL) samt inomhusarenan Centre Bell. Han sitter också som ledamot i koncernstyrelsen för det amerikansk-kanadensiska bryggeriet Molson Coors sedan 2009, mellan 2015 och 2017 var Molson styrelseordförande för det.
Han har tidigare arbetat bland annat för dryckstillverkaren The Coca-Cola Company och Molson Coors ena föregångare Molson Brewery.
Molson avlade filosofie kandidat i nationalekonomi, franska- och kanadensiska studier vid St. Lawrence University och en master of business administration vid Babson College.
Hans privata förmögenhet är ej känd men hans släkt hade en uppskattad förmögenhet på 1,75 miljarder kanadensiska dollar för år 2017.